# Batonglinjen

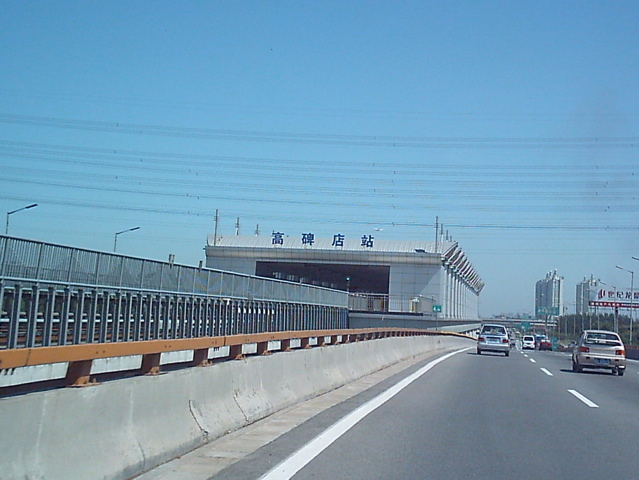
Stationen Gaobeidian på Batonglinjen.

Batonglinjen (八通线; Bātōng xiàn) är en linje i Pekings tunnelbana. Batonglinjen trafikerar östra delen av Peking och är en förlängning av Linje 1 öster ut. Den västra delen från Sihui till Sihui East trafikeras parallellt med Linje 1.
Batonglinjen börjar vid Sihui på Chang'anavenyn vid östra Fjärde ringvägen i Chaoyangdistriktet och fortsätter öster ut längs Chang'anavenyn och sedan vidare längs Jingtong Expressway till Tuqiao innanför östra Sjätte ringvägen sydväst om  Beiyunfloden i Tongzhoudistriktet. Batonglinjen är i kartor och på skyltar märkt med mörk röd färg.     
Batonglinjen trafikerar 13 stationer och är 18,1 km lång. Batonglinjen öppnade 27 december 2003.

## Lista över stationer
Från väster mot öster:
- Sihui (四惠) (byte till      Linje 1)
- Sihui East (四惠东) (byte till      Linje 1)
- Gaobeidian (高碑店)
- Communication Univ. of China (传媒大学)
- Shuangqiao (双桥)
- Guaanzhuang (管庄)
- Baliqiao (八里桥)
- Tongzhou Beiyuan (通州北苑)
- Guoyuan (果园)
- Jiukeshu (九棵树)
- Liyuan (梨园)
- Linheli (临河里)
- Tuqiao (土桥)
- Huazhuang (花庄)
- Universal Resort (环球度假区)